# Primer Ministre de les Antilles Neerlandeses
El Primer Ministre de les Antilles Neerlandeses és el cap de govern de les Antilles Neerlandeses, essent aquest vinculat directament al Regne dels Països Baixos i disposant d'autonomia limitada. El 10 d'octubre de 2010 s'abolí el càrrec arran de la dissolució de les Antilles Neerlandeses.
| Fitxer                | Nom                                                                                                  | Període de govern                             | Partit polític                                |
| --------------------- | --- | --------------------------------------------- | --------------------------------------------- |
| Maria Liberia Peters  | Moises Frumencio da Costa Gomez 1r Primer Ministre de les Antilles Neerlandeses; pare de l'autonomia | 1951 - 1954                                   | Partido Nashonal di Pueblo (PNP)              |
| Maria Liberia Peters  | Efraïn F. Jonckheer                                                                                  | 15 de desembre de 1954 14 de febrer de 1968   | Democratische Partij (DP)                     |
| Maria Liberia Peters  | Ciro Domenico Kroon                                                                                  | 14 de febrer de 1968 setembre de 1969         | Partido Nashonal di Pueblo (PNP)              |
|                       | Gerald C. Sprockel                                                                                   | setembre de 1969 desembre de 1969             |                                               |
| Maria Liberia Peters  | Ernesto O. Petronia                                                                                  | desembre de 1969 febrer de 1971               | Democratische Partij (DP)                     |
| Maria Liberia Peters  | Ramez Jorge Isa primer mandat                                                                        | febrer de 1971 juny de 1971                   | Democratische Partij (DP)                     |
|                       | Otto R.A. Beaujon                                                                                    | juny de 1971 octubre de 1972                  | Partido Nashonal di Pueblo (PNP)              |
| Maria Liberia Peters  | Ramez Jorge Isa segon mandat                                                                         | octubre de 1972 20 de desembre de 1973        | Democratische Partij (DP)                     |
| Maria Liberia Peters  | Juancho Evertsz                                                                                      | 20 de desembre de 1973 30 de setembre de 1977 | Partido Nashonal di Pueblo (PNP)              |
|                       | Lucina da Costa Gomez-Matheeuws                                                                      | 1977                                          |                                               |
|                       | Leo A.I. Chance                                                                                      | 1977 - 14 d'octubre de 1977                   | Windward Islands People's Movement (WIPM)     |
|                       | Silvius Gerard Marie Rozendal                                                                        | 1977 - 1979                                   | Democratische Partij (DP)                     |
| Maria Liberia Peters  | Miguel A. Pourier                                                                                    | 1979                                          | Union Patriotiko Boneiriano (UPB)             |
| Maria Liberia Peters  | Dominico Martina primer mandat                                                                       | 1979 - 1984                                   | Partido MAN                                   |
| Maria Liberia Peters  | Maria Liberia Peters primer mandat                                                                   | 1984 - 1986                                   | Partido Nashonal di Pueblo (PNP)              |
| Maria Liberia Peters  | Dominico Martina segon mandat                                                                        | 1986 - 1988                                   | Partido MAN                                   |
| Maria Liberia Peters  | Maria Liberia Peters segon mandat                                                                    | 1988 - 1993                                   | Partido Nashonal di Pueblo (PNP)              |
|                       | Susanne Camelia-Römer primer mandat                                                                  | 1993                                          | Partido Nashonal di Pueblo (PNP)              |
|                       | Alejandro Felippe Paula                                                                              | 1993 - 1994                                   |                                               |
|                       | Miguel Arcangel Pourier primer mandat                                                                | 1994 - 1998                                   | Partit per les Antilles Reestructurades (PAR) |
|                       | Susanne Camelia-Römer segon mandat                                                                   | 1998 - 1999                                   | Partido Nashonal di Pueblo (PNP)              |
|                       | Miguel Arcangel Pourier segon mandat                                                                 | 8 de novembre de 1999 3 de juny de 2002       | Partit per les Antilles Reestructurades (PAR) |
|                       | Etienne Ys primer mandat                                                                             | 3 de juny de 2002 22 de juliol de 2003        | Partit per les Antilles Reestructurades (PAR) |
|                       | Ben Komproe                                                                                          | 22 de juliol de 2003 11 d'agost de 2003       | Frente Obrero Liberashon 30 di Mei (FOL)      |
|                       | Mirna Louisa-Godett                                                                                  | 11 de juny de 2003 3 de juny de 2004          | Frente Obrero Liberashon 30 di Mei (FOL)      |
|                       | Etienne Ys segon mandat                                                                              | 3 de juny de 2004 26 de març de 2006          | Partit per les Antilles Reestructurades (PAR) |
| Emily de Jongh-Elhage | Emily de Jongh-Elhage                                                                                | 26 de març de 2006 10 d'octubre de 2010       | Partit per les Antilles Reestructurades (PAR) |